# Đông Hoàng Thái Nhất
Đông Hoàng Thái Nhất (tiếng Trung: 东皇太一, gọi tắt là Thái Nhất (太一, có sách viết là 泰一)) là một vị thần trong thần thoại Trung Quốc. Theo thần thoại Trung Quốc thời Tiên Tần, Sở, Hán, ông là vị thần tối cao.

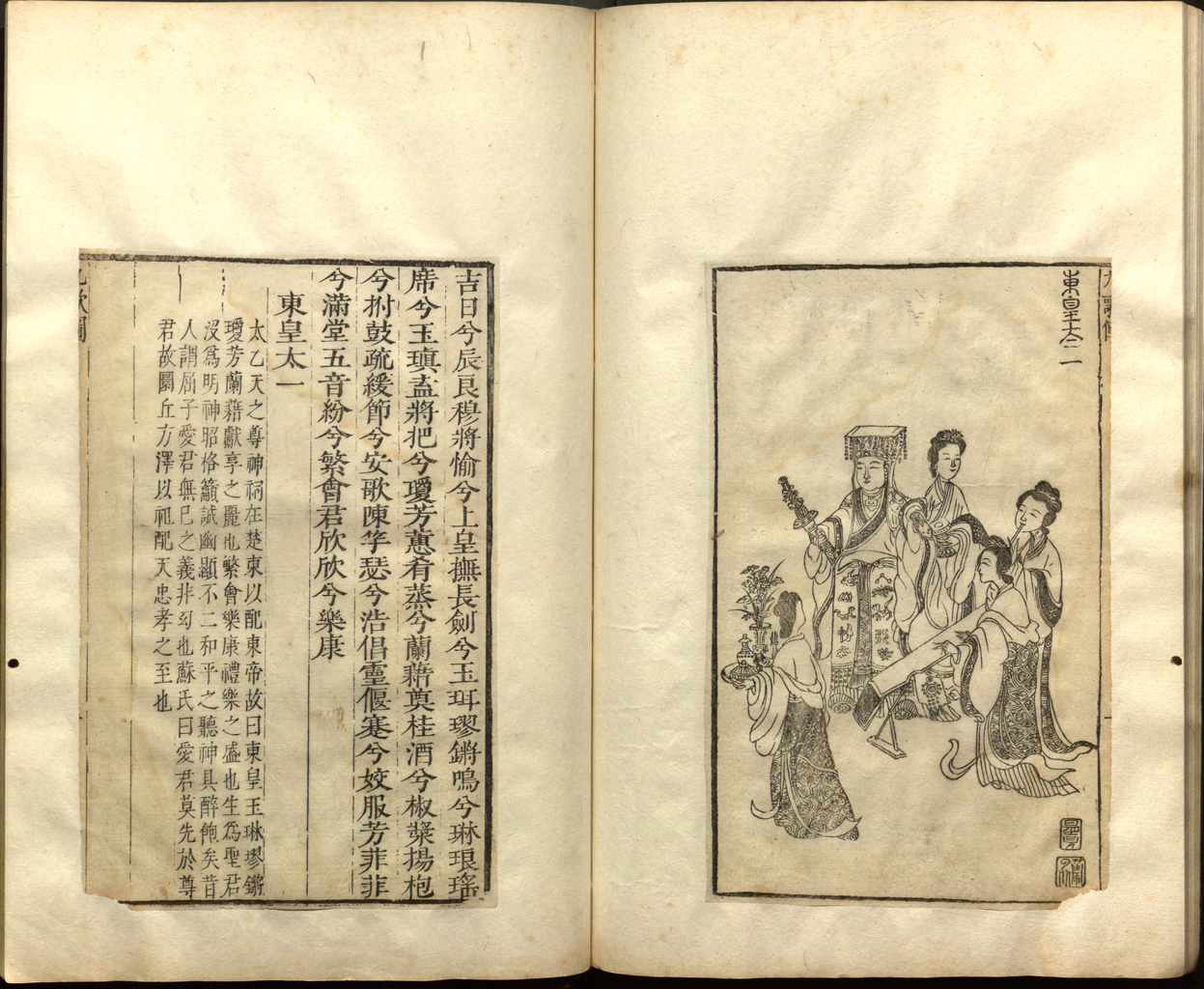
Đông Hoàng Thái Nhất trong "Ly tao đồ" của Tiêu Vân Từ

Có thuyết nói, Đông Hoàng Thái Nhất và Đông Quân là cùng một vị thần, là Thái Dương thần. Lại có thuyết nói Đông Hoàng Thái Nhất là Thiên Đế; hay Đông Hoàng Thái Nhất là thần Thái Ất tinh.